# アンドレア・バッティストーニ
アンドレア・バッティストーニ（Andrea Battistoni, 1987年7月2日 - ）は、イタリア出身の指揮者、作曲家。

## 人物・来歴
1987年7月2日イタリア北部のヴェローナに生まれる。
2010年から2013年までパルマ王立歌劇場、2013年から2019年までジェノヴァ・カルロ・フェリーチェ歌劇場の第一客員指揮者を務める。
2016年から東京フィルハーモニー交響楽団首席指揮者を務め、ヴェルディのナブッコ等のオペラ、レスピーギのローマ三部作等のプログラムを指揮、コンサート形式オペラ『トゥーランドット』などで音楽界を牽引するスターとしての評価を得た。2018年-19年の第24回東急ジルベスターコンサートには、コンサート史上初となる日本国外出身の指揮者として出演し、年越しカウントダウン曲である「凱旋行進曲」を指揮した。
これまで、スカラ座、ベルリン・ドイツ・オペラ、バイエルン国立歌劇場、マリンスキー劇場などに出演、サンタ・チェチーリア国立アカデミー管弦楽団、イスラエル・フィルハーモニー管弦楽団などを指揮。
2025年からトリノ・レージョ劇場の音楽監督を務める。